# Gurami dwuplamisty
Gurami dwuplamisty, gurami niebieski, gurami plamisty, gurami dwuplamy (Trichopodus trichopterus) – gatunek słodkowodnej ryby z rodziny guramiowatych. Bywa hodowana jako ryba akwariowa.

## Występowanie
Zasiedla wody Indii i Indochin.

## Charakterystyka
Charakterystyczne dwie ciemne plamy na każdym boku ciała – jedna w połowie długości, druga na trzonie ogonowym. Istnieją także odmiany barwne, u których zamiast okrągłych plam na bokach ciała znajdują się większe, ciemne plamy o nieregularnym kształcie (gurami marmurkowy), odmiany o jednolitym, złocistym ubarwieniu (złoty gurami – u formy podstawowej barwa ciała jest jasnoszara z rysunkiem ciemniejszych, niewyraźnych pręg, czasem lekko błękitna) oraz formy pośrednie. Płetwy brzuszne długie i nitkowate, podobnie jak u wielu innych spokrewnionych gatunków.
Dorasta do 12 cm (w zależności od wielkości zbiornika, w którym przebywają). W środowisku naturalnym z reguły nieco większe.

## Dymorfizm płciowy
Widoczny u ryb starszych. Samiec ma zaostrzoną płetwę grzbietową. Samica obła w okolicach partii brzusznej, płetwa grzbietowa o końcówce okrągłej.

## Zachowanie
Samce bywają agresywne wobec siebie. W stosunku do innych ryb, poza okresem tarła są pokojowo usposobione. Kiedy jedzą pokarm lubią atakować małe skalary.

## Warunki w akwarium
| Zalecane warunki w akwarium | Zalecane warunki w akwarium  |
| --------------------------- | ---------------------------- |
| Zbiornik                    | minimum 100 l                |
| Temperatura wody            | 25 – 28 °C                   |
| Twardość wody               | miękka do twardej, 4 – 20°n  |
| Skala pH                    | 6 – 7,5                      |
| Pokarm                      | drobny żywy, mrożony i suchy |

## Rozmnażanie
Ryby są jajorodne czyli składają ikrę. Przed tarłem samiec buduje pieniste gniazdo na powierzchni wody. Podczas wielokrotnego aktu tarła samica składa do kilkuset drobnych jaj, które są umieszczane pomiędzy pęcherzykami piany w gnieździe. Samiec opiekuje się gniazdem, poprawiając je nieustannie i odpędzając inne ryby. Po wylęgu drobnego narybku, co następuje po 24 – 48 godzinach, zależnie od temperatury wody, instynkt opiekuńczy samca dość szybko zanika. Podobny przebieg tarła i opieki nad potomstwem możemy zaobserwować u wielu innych, spokrewnionych gatunków.